# Larisa Litvínova
Larisa Nikolaevna Rozanova (de soltera Litvinova) (en ruso: Лариса Литвинова, 6 de diciembre de 1918-5 de octubre de 1997) fue una aviadora ucraniana, capitana de la Guardia y navegante del 46.° Regimiento de Aviación de Taman Guardias de la Noche (las "Brujas Nocturnas"), 325.° Bombero Nocturno. División, 4.° Ejército Aéreo, 2.° Frente Bielorruso durante la Segunda Guerra Mundial. Por su servicio militar, recibió el título de Héroe de la Unión Soviética el 23 de febrero de 1948.

## Vida civil
Larisa Litvinova (nacida Rozanova) nació el 6 de diciembre de 1918 en la ciudad de Kiev, República Popular de Ucrania. Su padre estaba empleado en una planta de aviones; a menudo visitaba las instalaciones y observaba el avión.
Después de graduarse de la escuela secundaria, trabajó en una fábrica de zapatos antes de ingresar a la escuela de vuelo en el aeródromo de Kiev. Ella se graduó en la Escuela de Aviación de Jersón para convertirse en instructora de vuelo; ella continuó enseñando cadetes en Feodosia y el club de vuelo Kírov en Moscú.
Se convirtió en miembro del Partido Comunista de la Unión Soviética en 1942.

## Carrera militar
No mucho después del comienzo de la Segunda Guerra Mundial, Larisa Rozanova intentó alistarse en el ejército, pero su solicitud fue denegada. El 1 de agosto de 1941, la escuela de aviación de Moscú donde trabajaba fue evacuada y trasladada al Óblast de Riazán. Una vez más, ella solicitó unirse al ejército y luchar en las líneas del frente, lo cual fue nuevamente denegado. En octubre, ella y varios amigos que también habían intentado alistarse fueron convocados al consejo Osoaviahim en Moscú, donde fueron informados de un regimiento de aviación exclusivamente femenino fundado por Marina Raskova. A Raskova se le ordenó llevar a las mujeres a la Escuela de Aviación Militar Engels, donde se las entrenó.